# Processo a Herbert Kappler

Kappler dinanzi al tribunale militare di Roma

Il processo a Herbert Kappler fu celebrato dinanzi alla magistratura militare italiana negli anni 1948-1952. Il principale capo d'accusa concerneva il compimento dell'eccidio delle Fosse Ardeatine, in cui erano stati trucidati 335 prigionieri italiani come rappresaglia per l'attentato partigiano di via Rasella. Insieme al tenente colonnello delle SS Herbert Kappler, vennero processati cinque dei suoi subordinati del servizio di sicurezza che avevano partecipato al massacro.
Il processo di primo grado dinanzi al Tribunale militare di Roma ebbe inizio il 3 maggio e si concluse il 20 luglio 1948, quando fu pronunciata la sentenza; giudice relatore fu il tenente colonnello G. M. Carmelo Carbone. La sentenza di primo grado stabilì che l'eccidio delle Fosse Ardeatine, per la sua entità sproporzionata e per le modalità con cui era stato perpetrato, non si poteva considerare una rappresaglia legittima in base al diritto internazionale bellico. L'ordine di uccidere 320 ostaggi, che Kappler (secondo la ricostruzione dei fatti accertata dalla Corte) aveva ricevuto dai suoi superiori, era un ordine oggettivamente illegittimo. Tuttavia i giudici, presa in considerazione la rigida disciplina vigente fra le SS, ritennero non provata la circostanza che Kappler avesse eseguito l'ordine avendo coscienza della sua illegittimità; pertanto lo prosciolsero dall'accusa limitatamente a tali 320 vittime, applicando la scriminante dell'adempimento di un dovere. Lo ritennero invece colpevole dell'omicidio delle restanti quindici persone, che, secondo i giudici, erano state uccise per effetto di un'iniziativa dello stesso Kappler. Pertanto Kappler fu condannato all'ergastolo e rinchiuso in carcere, con sentenza confermata in appello nel 1952 e passata in giudicato. Gli altri imputati furono invece assolti in primo grado, in quanto agirono per ordine di un superiore. Kappler fu inoltre condannato per il reato di requisizione arbitraria, per aver estorto cinquanta chilogrammi d'oro alla comunità ebraica di Roma nel settembre 1943.

## Il giudizio di primo grado

### I capi d'imputazione e le parti
I sei imputati erano:
- Herbert Kappler, tenente colonnello delle SS (SS-Obersturmbannführer);
- Borante Domizlaff, maggiore delle SS (SS-Sturmbannführer);
- Hans Clemens, capitano delle SS (SS-Hauptsturmführer);
- Johannes Quapp, maresciallo capo delle SS (SS-Hauptscharführer);
- Kurt Schütze, maresciallo ordinario delle SS (SS-Oberscharführer);
- Karl Wiedner, sergente maggiore delle SS (SS-Scharführer).

I capi d'imputazione erano: 
- per tutti gli imputati: concorso in violenza con omicidio continuato commesso da militari nemici in danno di cittadini italiani;
- per il solo Kappler: estorsione aggravata[4].

Il primo capo d'imputazione si riferiva all'eccidio delle Fosse Ardeatine; gli imputati erano accusati 
L'imputazione di estorsione per Kappler si riferisce ai fatti del 26-28 settembre 1943, quando Kappler ingiunse alla comunità ebraica di Roma di "versare" ai tedeschi, entro trentasei ore, cinquanta chilogrammi d'oro, sotto la minaccia che, in caso contrario, tutti gli ebrei della capitale (o, secondo un'altra versione, duecento fra essi) sarebbero stati arrestati e deportati. Il riscatto venne effettivamente pagato nei termini richiesti, ma ciò non impedì i successivi arresti e rastrellamenti a seguito dei quali complessivamente 2 091 ebrei romani furono deportati (e quasi tutti uccisi) nei campi di sterminio.
La Corte era composta da: generale Euclide Fantoni (presidente), tenente colonnello Carmelo Carbone (giudice relatore), colonnello Gustavo Valente, colonnello dell'aeronautica Giuseppe Sivieri, colonnello Paolo De Rita, capitano di vascello Silvio Montanarella (supplente). Pubblico ministero era il sostituto procuratore militare tenente colonnello Vittorio Veutro, assistito dal cancelliere sottotenente Mario Siracusa. Gli avvocati della difesa erano: Giuseppe Mundula e Italo Galassi (avvocati di fiducia di Kappler), Ivo Coccia (avvocato d'ufficio di Clemens), Alessandro Fazioli (avvocato d'ufficio di Domizlaff), Nicola Bonelli (avvocato di fiducia di Quapp), Teresa Piatti (avvocatessa di fiducia di Schütze e Wiedner). Per tradurre dall'italiano al tedesco e viceversa era presente un nutrito gruppo di interpreti. Il collegio difensivo fu affiancato da un coadiutore tedesco, Erich Müller.
Nella fase istruttoria del procedimento, Kappler aveva chiamato in causa altri ufficiali tedeschi, fra cui il capitano delle SS Erich Priebke: costoro vennero ricercati, ma non vennero trovati e non figurarono pertanto fra gli imputati del processo.

### La deposizione di Kappler
La prima udienza iniziò con un folto pubblico e in un clima di tensione; terminato l'appello degli imputati e degli interpreti, fra il pubblico si udì piangere una donna; fecero seguito urla della parola «assassini» rivolte agli imputati, accompagnate da altri insulti e pianti. Il presidente ordinò allora ai carabinieri di far sgombrare l'aula, cosa che avvenne con difficoltà. La prima udienza del processo riprese così a porte chiuse. Lo storico Joachim Staron scrive che «durante tutto il processo, gli imputati, e Kappler in particolare, continuarono a essere ricoperti di insulti dal pubblico presente, e anche tra gli stessi spettatori scoppiarono in continuazione delle risse». Uno dei testimoni, il generale Roberto Bencivenga, «a un certo punto in un impeto di rabbia gridò che i difensori dovevano vergognarsi di difendere un personaggio come Kappler: al che scoppiò nell'aula del tribunale un tale caos che il presidente decise di interrompere la seduta». La sorella di una delle vittime delle Fosse Ardeatine tentò anche di aggredire fisicamente Kappler, ma fu subito bloccata dai carabinieri.
Nella sua deposizione Kappler, dopo aver dichiarato che quello di via Rasella non era «il primo attentato che accadeva a Roma» in quanto prima di esso ben «quindici casi mortali si erano già verificati», descrisse i preparativi dell'eccidio delle Ardeatine. Secondo Kappler, poiché inizialmente si erano reperiti solamente 170 nomi «degni di morte» da includere nella lista dei fucilandi, egli si trovò «costretto ad includere nella lista cinquantasette ebrei», in quanto, disse, «per ogni ebreo che non avessi compreso nell'elenco avrei dovuto prendere gente la cui colpevolezza non avrei potuto dimostrare oppure ricorrere ai centodieci uomini rastrellati in via Rasella. Si trattava insomma di provocare il minor male possibile, dato che gli ebrei erano considerati nostri nemici».

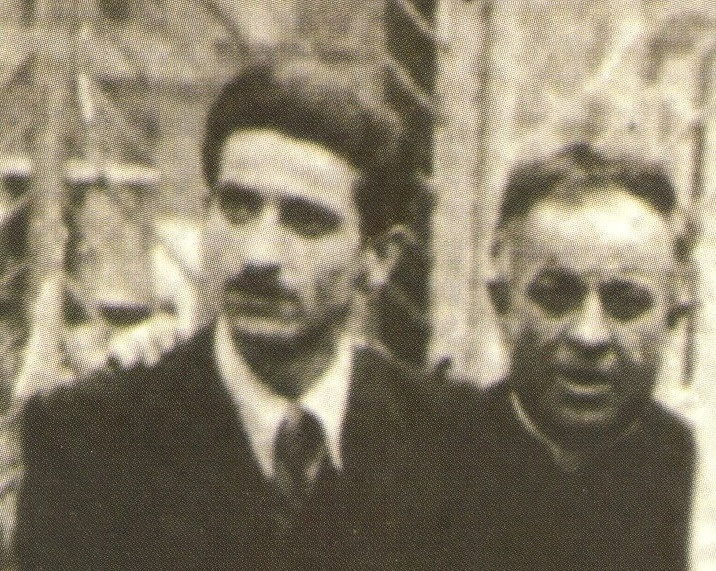
Don Pietro Pappagallo (a destra) insieme a Gioacchino Gesmundo, entrambi trucidati alle Fosse Ardeatine

Rileva la giurista Zara Algardi che Kappler conosceva l'italiano, ciononostante si esprimeva esclusivamente in tedesco facendosi tradurre frase per frase dall'interprete; varie volte, durante il suo interrogatorio, egli sottolineò le proprie convinzioni anticomuniste. Secondo Kappler, don Pietro Pappagallo (sacerdote trucidato anch'egli alle Ardeatine) era «socio attivo di un gruppo di comunisti». Richiesto dal presidente circa il perché dell'uccisione dei fratelli Cibei, di cui uno aveva quindici anni e l'altro (secondo il magistrato) quattordici, Kappler rispose di non saperne niente: «Sono state fucilate cinque persone in più del previsto. Non ho mai potuto accertare come siano arrivate alle Fosse Ardeatine. Nella polizia italiana non tutto si svolse regolarmente. A Regina Coeli un impiegato spaventato aprì una cella a caso e consegnò i detenuti che v'erano dentro».
Kappler affermò che l'eccidio delle Ardeatine si sarebbe evitato se gli attentatori di via Rasella si fossero presentati ai tedeschi oppure se fosse pervenuta un'offerta da parte della popolazione; aggiunse che «da mesi erano affissi i manifesti per gli attentati con la indicazione della rappresaglia da 1 a 10». Secondo Algardi, queste affermazioni facevano parte di una strategia processuale concordata da Kappler con alcuni dei suoi difensori, finalizzata a «stornare l'odio della popolazione romana sugli autori dell'attentato» e sui loro dirigenti politici. Sempre secondo Algardi «la manovra non riuscì poiché si sapeva che i manifesti di cui parlava l'imputato erano stati affissi, due mesi prima, per soli due giorni; e che nessun manifesto del genere era stato affisso dopo l'attentato di via Rasella».
Kappler asserì di avere fatto «il possibile per ridurre al minimo la rappresaglia» e che «la cittadinanza romana, del resto, aveva sempre facilitato gli atti terroristici».
Mentre Kappler descriveva nel dettaglio le modalità di esecuzione dell'eccidio, provennero talora insulti e imprecazioni da parte del pubblico presente in udienza:
Kappler sostenne di aver rifiutato le offerte di collaborazione da parte di alcuni italiani che (a suo dire) gli si erano proposti per partecipare all'eccidio; affermò inoltre che non vi era stato alcun intervento per scongiurare o dilazionare la rappresaglia da parte delle autorità italiane o vaticane. Quando il presidente gli fece notare che le vittime erano state uccise con modalità simili a quelle utilizzate per il massacro di Katyn', l'imputato rispose: «Non è di mia competenza stabilire chi ha fatto eseguire la fucilazione di Katyn». Kappler raccontò di essere riuscito a persuadere un suo subordinato, tale Wetjen, a partecipare all'eccidio, vincendo la «ripugnanza» di quest'ultimo:

### Le deposizioni dei testimoni
Furono chiamati a deporre, in qualità di testimoni, diversi partigiani a vario titolo coinvolti nei fatti di via Rasella. Nel corso dell'udienza del 12 giugno 1948 fu ascoltato Rosario Bentivegna, la cui partecipazione all'attentato era stata rivelata da l'Unità durante il processo a suo carico per l'uccisione del sottotenente della Guardia di Finanza Giorgio Barbarisi (conclusosi con un'assoluzione per legittima difesa), mentre i nomi degli altri principali partecipanti all'azione erano allora sconosciuti. La sua deposizione ebbe luogo in quella che la stampa definì «un'atmosfera densa di elettricità». Una cronaca riporta che Bentivegna si presentò alla corte «pronto a riprendersi da tutte le possibili accuse, pronto a chiarire e a giustificare, per sé e per i suoi compagni, l'atto compiuto allora. – Contrariamente alle previsioni, tutto è andato per il meglio, se si esclude il particolare di una madre, tale Sparta Gelsomini, che ebbe il figlio ucciso alle Cave Ardeatine la quale, ad un certo momento, ha voluto lanciargli sul viso la più infamante delle ingiurie: "Vigliacco, vigliacco, se ti fossi presentato allora, mio figlio non sarebbe stato fucilato!"». Bentivegna disse di essere stato all'epoca «un soldato», dichiarando di aver agito su ordine di Giorgio Amendola. Dopo aver illustrato la dinamica dell'azione, sostenne di non essere stato a conoscenza dei bandi tedeschi sulle rappresaglie e rilevò che dopo l'attentato non vi era stata nessuna richiesta ai responsabili affinché si consegnassero, aggiungendo: «Se avessimo ricevuto un simile invito dal comando tedesco, per salvare coloro che poi furono fucilati alle Cave Ardeatine, noi partigiani ci saremmo senz'altro presentati». Alla richiesta dei nomi degli altri gappisti, Bentivegna rifiutò di rispondere. Interrogato sugli obiettivi dell'attentato, affermò: «Essi furono più politici che militari. Non si trattava solo di danneggiare dei reparti tedeschi, ma era necessario far intendere loro che il fatto di non avere rispettato l'accordo stabilito per dichiarare Roma città aperta era per loro stessi molto pericoloso». Secondo Algardi, Bentivegna dichiarò: «La colonna dei tedeschi costituiva un obiettivo militare. I tedeschi avevano firmato un armistizio e lo ruppero. Invasero Roma che pertanto divenne obiettivo per i bombardamenti alleati. Facevano arresti e rastrellamenti. Erano soldati tedeschi: ho avuto ordine di attaccarli e li ho attaccati».

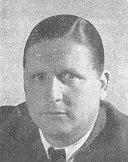
Giorgio Amendola

Giorgio Amendola depose durante l'udienza del 18 giugno 1948:
Secondo Algardi, «i difensori di Kappler tentarono accanitamente di far dire al testimone i nomi dei componenti la giunta militare, nella palese intenzione di fare il processo al movimento partigiano, tentativo rinnovato durante le deposizioni di Calamandrei e Salinari – quest'ultimo comandante dei gruppi che avevano operato in via Rasella – con le insistenti domande rivolte a conoscere i nomi dei componenti la loro squadra».
Dopo Amendola furono sentiti nell'ordine Franco Calamandrei e Carlo Salinari, i quali, come Bentivegna prima di loro, rifiutarono di fare i nomi degli altri gappisti che avevano partecipato all'azione (Salinari addusse come motivazione del rifiuto il dover ricevere «un'autorizzazione del mio comandante»). Calamandrei sostenne che come luogo dell'attentato era stata scelta via Rasella in quanto stretta e ritenuta poco frequentata, in modo da non coinvolgere i civili. Il teste Filippo Mancini affermò di aver visto due vittime italiane dell'esplosione, identificandole come «un bambino ed un vecchio» (circostanza confermata dalla sentenza, ove però non appaiono i nomi delle due vittime, nell'ordine Piero Zuccheretti e Antonio Chiaretti).
Riccardo Bauer, ascoltato il 1º luglio, dopo aver confermato che l'attentato seguiva le direttive generali della Giunta militare del CLN, affermò: «debbo dire che se avessimo supposto che i tedeschi avrebbero reagito in modo così bestiale, non avremmo mosso un dito. Credevamo di combattere un esercito di soldati e non un'accolta di belve».

### Le richieste del pubblico ministero e le conclusioni della difesa
L'accusa chiese che Kappler venisse condannato all'ergastolo per omicidio continuato aggravato dalla premeditazione e dalla vendetta, più quindici anni di reclusione per aver estorto determinate quantità di oro alla comunità ebraica romana. Per il pubblico ministero l'eccidio delle Fosse Ardeatine non configurava una rappresaglia legittima. L'attentato di via Rasella avrebbe potuto legittimare i tedeschi ad applicare una sanzione collettiva contro la popolazione del territorio occupato, ma l'uccisione di ostaggi innocenti non avrebbe potuto in alcun modo essere ritenuta ammissibile. Kappler, inoltre, non avrebbe potuto invocare l'esimente di aver obbedito a un ordine, perché «chi include nelle liste di morte un quindicenne e altri quattro innocenti che non avevano raggiunto i diciotto anni è un infanticida e non è un soldato».
La difesa degli imputati sostenne invece «che la fucilazione di 330 persone, avvenuta alle Fosse Ardeatine, costituì una legittima rappresaglia, mentre la fucilazione delle altre cinque persone fu dovuta ad un errore determinato da colpa». Aggiunse che, «qualora non si ravvisasse la rappresaglia per la qualificazione dell'attentato di Via Rasella come atto individuale non riportabile ad una attività statuale, quella fucilazione in massa, per i criteri usati nella scelta delle vittime, dovrebbe considerarsi come una legittima repressione collettiva».

## La sentenza di primo grado

### Fatto

#### L'ordine di fucilare 320 prigionieri
La sentenza contiene una ricostruzione particolareggiata dell'iter decisionale dell'eccidio, basata sul materiale probatorio acquisito al processo.
Secondo questa ricostruzione, intorno alle ore diciassette del 23 marzo 1944, poche ore dopo l'attentato, Kappler partecipò a una riunione presso il Comando tedesco della città di Roma, presenti il generale Kurt Mälzer (comandante della città), e altri ufficiali del Comando stesso. Durante la riunione Kappler parlò al telefono col generale Mackensen, il quale «dopo aver chiesto alcuni particolari in merito all'attentato, entrava subito in argomento circa le misure di rappresaglia intorno alle quali, a giudicare dal suo modo di parlare, egli aveva già discusso con il Gen. Maeltzer [...] Alla domanda di quel generale, intesa a conoscere su quali persone potevano essere eseguite le misure di rappresaglia, il Kappler rispondeva che, secondo accordi con il Gen. Harster, la scelta avrebbe dovuto cadere su persone condannate a morte o all'ergastolo e su persone arrestate per reati per i quali era prevista la pena di morte e la cui responsabilità fosse stata accertata in base alle indagini di polizia. Il Gen. Mackensen, quindi, rispondeva di essere disposto a dare l'ordine, ove fosse stata data a lui la facoltà, di fucilare dieci persone, scelte fra le categorie indicate, per ogni militare tedesco morto. Aggiungeva che si sarebbe accontentato che venisse fucilato solo il numero di persone disponibili fra le categorie suddette».
Tornato nel suo ufficio, Kappler riceveva una chiamata del maggiore Böhm, addetto al comando della città; nel corso della telefonata Böhm informava Kappler che «poco prima al suo comando era giunto un ordine in base al quale entro le ventiquattro ore doveva essere fucilato un numero di italiani decuplo di quello dei soldati tedeschi morti. A richiesta del Kappler, il Magg. Boehem precisava che l'ordine proveniva dal comando del Maresciallo Kesselring».

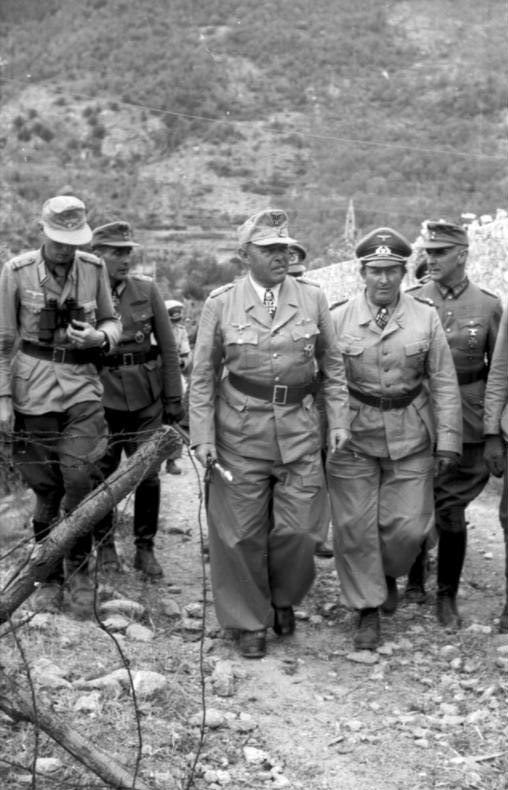
Kesselring durante un'ispezione sul fronte italiano

La sentenza rileva che questo secondo ordine differisce dal primo: infatti Mackensen aveva ordinato di fucilare, per ogni tedesco morto nell'attentato, dieci prigionieri scelti fra le categorie indicate da Kappler (cosiddetti Tödeswurdige, ossia "meritevoli di morte"), precisando tuttavia che egli «si sarebbe accontentato che venisse fucilato solo il numero di persone disponibili fra le categorie suddette»; invece l'ordine riferito da Böhm prescriveva di uccidere tassativamente dieci italiani per ogni soldato tedesco morto, senza alcun riferimento a particolari categorie di prigionieri fra cui i fucilandi avrebbero dovuto essere scelti e indipendentemente dal fatto se vi fossero prigionieri a sufficienza per colmare la misura di dieci italiani per ogni tedesco ucciso.
Con successive telefonate, nel corso della stessa sera Kappler chiedeva e otteneva l'autorizzazione «ad includere nell'elenco le persone condannate dal Tribunale Militare alla pena di morte, le persone condannate a pene detentive anziché alla pena di morte per concessione di circostanze attenuanti inerenti alla persona ed, infine, le persone denunziate ma non ancora processate».

#### La ricusa del comandante del "Bozen"
La mattina del giorno successivo, 24 marzo, Kappler chiese alla polizia italiana di fornirgli cinquanta persone da fucilare per raggiungere il numero di 320 (decuplo dei soldati tedeschi morti fino a quel momento in conseguenza dell'attentato). Alle dodici, Kappler si incontrava col generale Mälzer, il quale «lo informava che l'ordine della rappresaglia proveniva da Hitler». A questo punto alla riunione si aggiungeva il maggiore Hans Dobek (nel testo della sentenza chiamato "Dobrik"), comandante del battaglione del Polizeiregiment "Bozen" colpito dall'attentato, al quale Mälzer si rivolgeva «dicendogli che spettava a lui eseguire la rappresaglia con gli uomini che aveva a sua disposizione». Ma a tale richiesta Dobek «esponeva una serie di difficoltà (il fatto che i suoi uomini erano anziani, poco addestrati all'uso delle armi, superstizioni ecc.) con l'evidente scopo di sottrarsi al compito affidatogli». La ricostruzione prosegue:

#### La decisione di fucilare altri dieci prigionieri
Dopo aver dato ai suoi sottoposti le disposizioni per attuare l'eccidio, Kappler si recò a mensa, dove venne informato da un suo ufficiale che era morto uno dei soldati tedeschi rimasti feriti nell'attentato, portando così il numero dei caduti tedeschi a trentatré. A questo punto Kappler, «saputo da quell'ufficiale che nella mattinata erano stati arrestati dieci ebrei, dava ordine a quest'ultimo di includere dieci di questi fra quelli che dovevano essere fucilati» in modo da portare il numero degli uccisi a trecentotrenta. Lo stesso pomeriggio del 24, con la partecipazione anche materiale dello stesso Kappler, i tedeschi eseguirono l'eccidio, che ebbe termine intorno alle ore diciannove.

#### I cinque uccisi in più
Il giorno dopo, 25 marzo, «il Cap. Schutze e il Cap. Priebke riferivano al Kappler che da un riesame delle liste, risultava che i fucilati erano 335», cinque in più del numero fissato da Kappler; l'errore fu attribuito da Priebke a un'imprecisione nella lista degli ostaggi forniti dal questore Pietro Caruso (circostanza non confermata dalla sentenza, che ricomprende invece i cinque fucilati in più fra i «detenuti a disposizione dei tedeschi»). Nel comunicato tedesco pubblicato lo stesso 25 marzo, e in tutta la successiva propaganda sulla stampa controllata dai tedeschi, il numero delle vittime dell'eccidio continuò ad essere dichiarato in 320. Solo dopo la liberazione di Roma, con il dissotterramento delle salme, l'opinione pubblica seppe che gli uccisi erano 335.

### Diritto

#### Qualificazione giuridica dell'attentato di via Rasella
Secondo il Tribunale, l'esame «delle tesi difensive porta, innanzi tutto, alla qualificazione dell'attentato di Via Rasella poiché, solo in conseguenza di un atto illegittimo che si riporta direttamente o indirettamente all'attività di uno Stato, sorge in altro Stato danneggiato da quell'atto il diritto di agire in via di rappresaglia, mentre da un atto criminoso individuale, commesso a danno dello Stato occupante nel territorio di occupazione da parte di cittadini civili di quest'ultimo, deriva, quando la scoperta dei colpevoli si sia dimostrata assai difficoltosa anche per la solidarietà della popolazione, la facoltà di applicare sanzioni collettive».
Il Tribunale osservava che, all'epoca dell'attentato di via Rasella, «il movimento partigiano aveva assunto proporzioni di largo rilievo ed una discreta organizzazione, ma non aveva ancora acquistata quella fisionomia atta ad attribuirle la qualifica di legittimo organo belligerante», essendo questa «una nota caratteristica di tutti i movimenti partigiani, che nella recente guerra costituirono una delle migliori manifestazioni dello spirito di resistenza delle popolazioni dei territori occupati. Le formazioni partigiane, in genere, sono sorte spontaneamente, hanno agito nei primi tempi per necessità nell'orbita della illegalità fino ad assumere, come avvenne in proseguo di tempo anche per il movimento partigiano italiano, una organizzazione capace di acquistare la qualifica di organo legittimo belligerante. In questa genesi è la nota peculiare di un movimento di massa, la quale, in difesa della sua libertà, si scuote, si affratella e si organizza, agendo, per necessità di cose, in un primo momento illegalmente in seguito legittimamente contro il nemico». Detto questo, il Tribunale negava la qualifica di legittima azione di guerra dell'attentato di via Rasella sotto il profilo del diritto internazionale, in quanto non commesso da "legittimi belligeranti":
Ciò premesso, si può senz'altro affermare che l'attentato di Via Rasella, qualunque sia la sua materialità, è un atto illegittimo di guerra per essere stato compiuto da appartenenti ad un corpo di volontari il quale, nel marzo 1944, non rispondeva ad alcuno degli accennati requisiti.»
Secondo il Tribunale, i partigiani autori dell'attentato mancavano dei requisiti previsti dalla IV Convenzione dell'Aia del 18 ottobre 1907 per il riconoscimento della qualifica di legittimi belligeranti anche ai civili organizzati in corpi di volontari, ossia essere comandati da una persona responsabile per i propri subordinati, indossare un segno di riconoscimento fisso riconoscibile a distanza e portare le armi apertamente.
La sentenza passa poi ad «accertare [...] quale era la posizione degli attentatori nei confronti dello Stato italiano»:

#### Qualificazione giuridica dell'eccidio delle Fosse Ardeatine
Qualificato l'attentato come «atto illegittimo di guerra» (sotto il profilo del diritto internazionale) e accertato d'altra parte come gli attentatori avessero agito sotto l'egida della Giunta militare del CLN, la quale «si poneva come organo legittimo, almeno di fatto, dello Stato italiano», ne discendeva, secondo il Tribunale, che la Germania avesse il diritto di agire in via di rappresaglia nei confronti dello Stato italiano. Tuttavia l'eccidio delle Fosse Ardeatine non poteva considerarsi una rappresaglia legittima, in quanto in esso mancava il criterio della proporzionalità tra offesa ricevuta e reazione da parte dell'offeso.

La fototessera del documento utilizzato durante la clandestinità a Roma dal colonnello Giuseppe Cordero Lanza di Montezemolo, con la firma "Giacomo Cataratto"

Inoltre la reazione dei tedeschi aveva violato il «limite generale» esistente per le rappresaglie, «dato dal divieto di non violare [...] quei diritti che sanzionano fondamentali esigenze»: per meglio determinare tale limite la sentenza si riferiva al preambolo della Convenzione dell'Aia del 18 ottobre 1907, dove sono richiamati i princìpi del diritto internazionale risultanti dagli usi stabiliti fra le nazioni civili, dalle leggi dell'umanità e dalle esigenze della coscienza pubblica.
L'eccidio delle Fosse Ardeatine non si poteva nemmeno qualificare come "repressione collettiva" ai sensi dell'art. 50 della Convenzione dell'Aia del 1907: questo tipo di sanzione sarebbe stata infatti ammissibile solo qualora si fosse dimostrata impossibile l'individuazione degli autori dell'attentato e qualora, inoltre, i tedeschi avessero in precedenza emanato una norma che ponesse i criteri di determinazione della solidarietà collettiva della popolazione civile per un atto ostile compiuto da singoli individui. Ma nessuna di queste condizioni si era verificata: difatti i tedeschi non avevano dedicato particolare cura alla ricerca dei colpevoli dell'attentato, né risultò essere stata emanata da loro alcuna norma riguardo ai criteri della solidarietà collettiva. Fra l'altro il Tribunale dubitava che la "repressione collettiva" fosse, in generale, una sanzione da potersi effettuare sulle persone (anziché sul patrimonio).
Non essendo, dunque, né una rappresaglia legittima né una repressione collettiva, l'eccidio delle Fosse Ardeatine ricadeva nella fattispecie dell'art. 185 del codice penale militare di guerra. Tale articolo punisce, con le stesse pene previste dal codice penale, il militare che commetta omicidio, senza necessità o comunque senza giustificato motivo, per cause non estranee alla guerra, ai danni di privati cittadini nemici che non prendono parte alle operazioni militari.

#### Posizione di Kappler
In merito alla responsabilità di Kappler, la sentenza distingue fra i 320 prigionieri fatti uccidere da Kappler in esecuzione di un ordine ricevuto dai suoi superiori, gli ulteriori dieci prigionieri uccisi per iniziativa dello stesso Kappler e i cinque prigionieri uccisi per errore.

##### I 320 uccisi su ordine di Mälzer

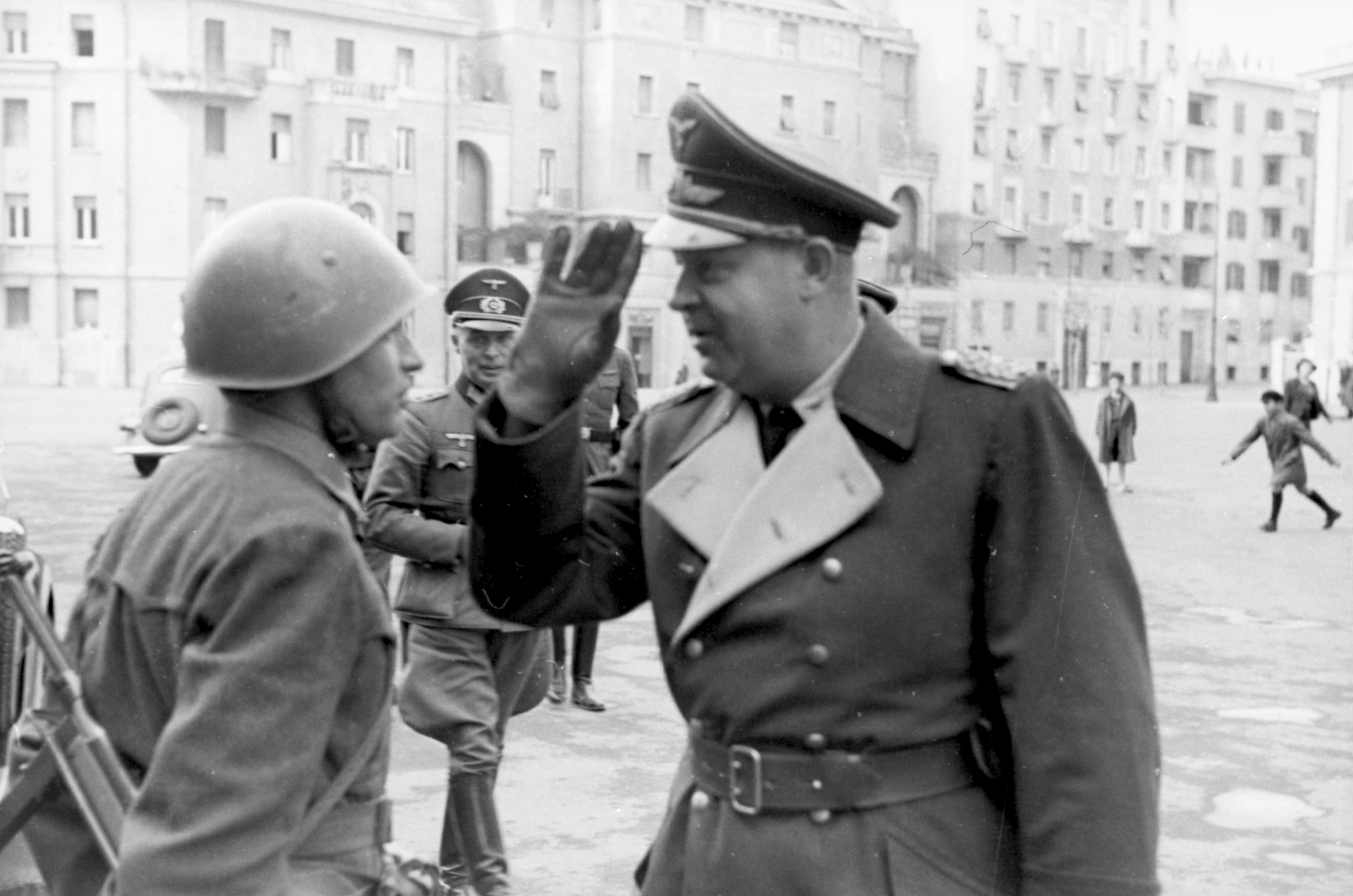
Il generale Kurt Mälzer a Roma nel marzo 1944, durante una sua ispezione delle truppe fasciste della Xª Flottiglia MAS

I giudici presero innanzitutto in esame il comportamento di Kappler a seguito dell'ordine ricevuto da Mälzer (basato, a sua volta, su un ordine di Hitler) di fucilare 320 persone. Al riguardo il Tribunale respinse la tesi della difesa secondo cui «quand'anche si ritenesse l'illegittimità della rappresaglia o della repressione collettiva, dovrebbe assolversi quell'imputato per avere egli agito in adempimento di un dovere imposto da una norma giuridica o, quanto meno, da un ordine non sindacabile del superiore». Difatti – argomenta la sentenza – sia secondo la legge penale militare tedesca sia secondo quella italiana «l'inferiore che abbia commesso un fatto delittuoso per ordine del superiore risponde di quel fatto, tranne che abbia ritenuto di obbedire ad un ordine legittimo». Tuttavia l'esame della colpevolezza di Kappler andava fatto «riportandosi ai principi che disciplinavano l'organizzazione delle SS, della quale il Kappler faceva parte. A quest'uopo bisogna tenere presente che in quell'organizzazione vigeva una disciplina rigidissima e veniva osservata una prassi che aggravava maggiormente i principi di quella disciplina».
Premesse queste considerazioni, il Tribunale argomentava che, stanti la «disciplina rigidissima» che vigeva tra le SS e «l'abito mentale portato all'obbedienza pronta» che Kappler doveva aver maturato in quell'organizzazione, non si poteva affermare con sicurezza che Kappler fosse stato consapevole di eseguire un ordine illegittimo:
Secondo la Corte le modalità crudeli con cui venne eseguito l'eccidio possono bensì costituire «un elemento obbiettivo di prova circa la coscienza dell'illegittimità dell'ordine», tuttavia «non è da escludere che quelle modalità siano collegate, più che ad una volontà cosciente circa l'illegittimità dell'ordine, ad uno stato d'animo di solidarietà verso i tedeschi morti anch'essi della polizia, sfociato, per odio contro gli italiani concittadini degli attentatori, in una crudeltà nell'esecuzione».

##### I dieci uccisi per decisione di Kappler
Secondo il Tribunale «diversa» dalla posizione di Kappler in merito all'uccisione dei primi 320 prigionieri è la sua posizione «per la fucilazione di 10 ebrei, da lui disposta [...] per avere appreso che era morto un altro soldato tedesco e senza che in merito avesse avuto alcun ordine. Per questa azione la sua responsabilità è piena sia dal lato oggettivo sia da quello soggettivo». Per la Corte, mentre sotto il profilo oggettivo valevano le stesse considerazioni esposte in precedenza (per cui l'atto andava qualificato come omicidio e non come rappresaglia o repressione collettiva), sotto il profilo soggettivo Kappler agì consapevolmente al di fuori dell'ordine ricevuto ed era da considerare pienamente colpevole di omicidio continuato:

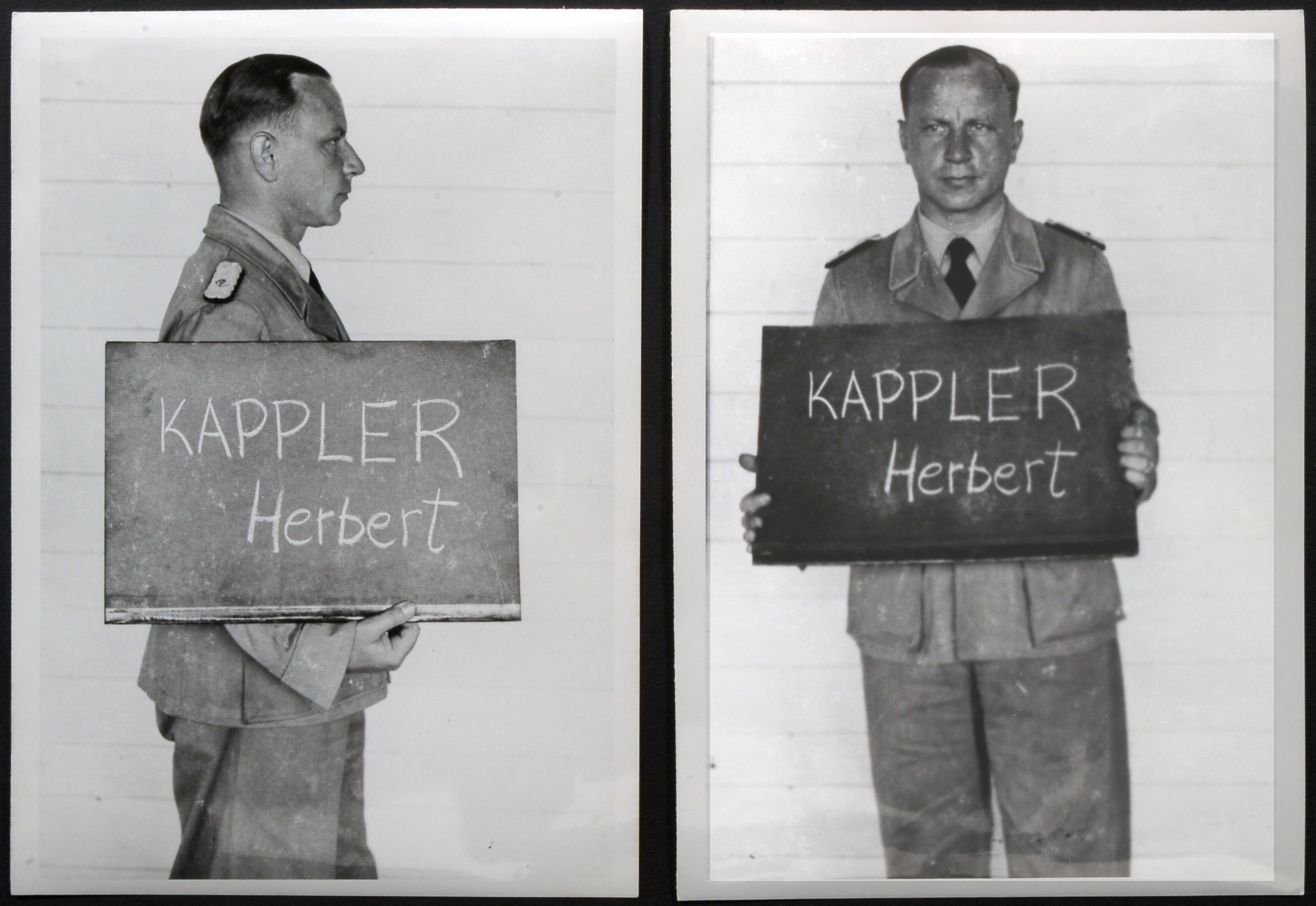
Herbert Kappler in una foto segnaletica dopo la cattura da parte degli Alleati (1945)

Secondo la Corte, il fatto che nei giorni successivi al 25 marzo la stampa romana continuasse a parlare della fucilazione di 320 persone, laddove «era noto a quel comando militare che il numero delle vittime era di 335», indica «che il Comando Militare di Roma non aveva condiviso l'azione arbitraria del Kappler, che si aggiungeva ad un atto di guerra di per sé stesso inumano, e non aveva voluto rettificare le cifre date in precedenza per il completamento del comunicato».

##### I cinque uccisi per errore
Secondo la Corte, l'uccisione degli altri cinque prigionieri «fu dovuta [...] ad un errore che, per l'occasione in cui si manifestò, dimostra come in Kappler e nei suoi collaboratori più vicini sia mancato il più elementare senso di umanità», in quanto «il Cap. Schutze ed il Cap. Priebke, preposti alla direzione dell'esecuzione ed al controllo delle vittime, nella frenetica foga di effettuare l'esecuzione con la massima rapidità, non s'accorsero che esse erano estranee alle liste fatte in precedenza. – [...] Il Kappler si preoccupò di raccomandare ai suoi inferiori di agire con la massima celerità nell'esecuzione, ma non si curò di controllare l'operato di quelli e di accertarsi che non si verificassero delle omissioni fatali, la cui possibilità non era difficile stante il ritmo acceleratissimo con cui i detenuti erano prelevati e fucilati».
Kappler commise, secondo il Tribunale, «un'omissione relativamente alle opportune misure per un'esecuzione in grande massa da eseguirsi in poche ore ed è a tale omissione che si riporta l'errore che condusse alla morte queste cinque persone. – Essendo avvenuto che oltre le persone contro le quali era diretta l'offesa, siano state fucilate cinque persone per un errore nel controllo delle vittime, il Collegio ritiene che il fatto rientri nell'ipotesi delittuosa dell'art. 82, 2° comma c.p.». Tale norma del codice penale punisce la cosiddetta aberratio ictus plurilesiva, che si verifica quando, per errore nell'uso dei mezzi di esecuzione del reato, o per un'altra causa, è cagionata offesa, oltre che alla persona alla quale l'offesa era diretta, anche ad altre persone. Il Tribunale ne concludeva che, oltre ai «dieci omicidi dei quali si è ampiamente discusso, il Kappler risponde, stante l'accennato rapporto di causalità, anche di questi cinque omicidi».

#### Posizione degli altri imputati
Secondo la Corte, gli altri imputati (Domizlaff, Clemens, Quapp, Schütze e Wiedner) «ricevettero ordine dal Kappler di partecipare alla fucilazione di 320 italiani [...] in conseguenza dell'attentato di Via Rasella ed in relazione ad un ordine che a lui era stato dato da un'autorità superiore. [...] – Questi imputati non sapevano che dieci persone venivano fatte fucilare dal Kappler al di fuori dell'ordine ricevuto né intervenivano in quella attività che doveva determinare per errore, come si è visto, la morte di cinque persone». In relazione a questi imputati il Tribunale ritenne dover «escludersi che essi avessero coscienza e volontà di eseguire un ordine illegittimo». Conseguentemente la sentenza assolse questi imputati, applicando loro la scriminante di «avere agito nell'esecuzione di un ordine».

#### Requisizione arbitraria dell'oro
La sentenza prende in esame la giustificazione addotta da Kappler per la sua richiesta di cinquanta chilogrammi d'oro alla comunità ebraica romana: durante il processo Kappler aveva affermato «di avere imposto agli ebrei romani un tributo di oro per togliere l'unica arma che, secondo lui, essi tenevano in mano e nella considerazione che, dopo quel pagamento, le autorità superiori non avrebbero fatto eseguire in Roma le misure di rastrellamento che già gli erano state preannunziate e che egli riteneva poco opportune». La Corte respinse questa giustificazione reputandola «infondata ed illogica». Secondo la sentenza, se Kappler «avesse agito, come afferma, per salvare la vita degli ebrei romani avrebbe avuto modo di venire incontro successivamente, quando infierivano i rastrellamenti e gli arresti, a disgraziate famiglie di ebrei, che, tramite ecclesiastici e diplomatici, si erano rivolte a lui per ottenere la salvezza dei loro cari. Invece, egli non svolse alcuna azione di favore (e ne avrebbe avuto il dovere stante la promessa fatta quando chiedeva l'oro), anzi si espresse con parole che dimostravano come, per lui, non avessero alcuna importanza persone nelle cui vene scorreva sangue ebraico».

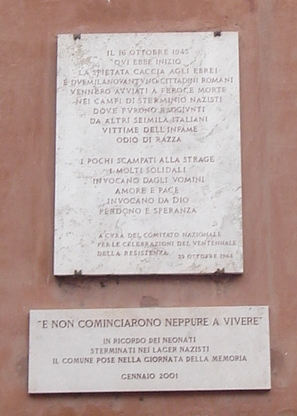
Lapide commemorativa della deportazione del 16 ottobre 1943

La sentenza mette poi in rilievo il fatto che Kappler, anche se non operò direttamente in alcune delle più gravi violenze antiebraiche operate a Roma dai nazifascisti, come il rastrellamento del ghetto del 16 ottobre 1943, «provvide successivamente a fare operare arresti di ebrei il cui numero, nel periodo novembre 1943 – maggio 1944, raggiunse la cifra di 1200 circa; ebrei che nella maggior parte furono inviati in campi di concentramento o furono fucilati [...] alle Fosse Ardeatine. Il che è un'ulteriore prova che non sentimento di salvare vite di ebrei spinse il Kappler nella richiesta dell'oro, ma ambizione di mettere in rilievo doti di abilità e di dedizione alla politica razzista del nazismo». Secondo la Corte, Kappler, chiedendo l'oro agli ebrei di Roma, agì con la stessa «spregiudicatezza ed illegalità» che dimostrò più tardi nell'ordinare di sua iniziativa la fucilazione di dieci ebrei alle Fosse Ardeatine.
Per l'imposizione del tributo dell'oro la Corte ritenne tuttavia Kappler colpevole non del reato di estorsione (come richiesto nel capo d'imputazione), bensì del reato militare di «requisizione arbitraria previsto e punito dall'art. 224» del codice penale militare di guerra.

#### Determinazione della pena
Il Tribunale riconobbe la sussistenza a carico di Kappler di alcune circostanze aggravanti, prima fra tutte l'aver agito con crudeltà verso le vittime:
Altre aggravanti riconosciute dalla Corte furono la premeditazione, l'aver profittato di circostanze di luogo che ostacolavano la difesa da parte delle vittime (tutte detenute) e l'essere concorso nel reato assieme a suoi inferiori. «La gravità dei fatti, i moventi e le modalità di esecuzione di essi, come pure la personalità dell'imputato, portato per ambizione ad una spregiudicatezza di sentire e di agire e, pertanto, non meritevole di indulgenza, inducono il Collegio a non concedere le attenuanti generiche».
La Corte condannò quindi Herbert Kappler all'ergastolo per il reato di omicidio continuato pluriaggravato, e a quindici anni di reclusione per il reato di requisizione arbitraria.

## Critica alla sentenza di primo grado
Vengono qui di seguito riportate alcune fra le più rilevanti valutazioni critiche da parte di studiosi italiani e tedeschi.

### Critica storiografica

#### Walter Leszl
Lo studioso tedesco Walter Leszl propone una ricostruzione dell'iter decisionale dell'eccidio diversa da quella contenuta nella sentenza di primo grado. Secondo la ricostruzione di Leszl (basata su alcune testimonianze rese dal colonnello Dietrich Beelitz, all'epoca dei fatti ufficiale in forza presso l'Alto Comando Sud-ovest, ossia il quartier generale di Kesselring in Italia), intorno alle ore 23 del 23 marzo 1944 pervenne al suddetto Alto Comando un ordine di Hitler secondo cui avrebbero dovuto essere fucilati dieci ostaggi italiani per ogni soldato tedesco ucciso nell'attentato di via Rasella; Hitler affidava l'esecuzione di tale ordine direttamente allo SD. Conseguentemente, secondo Leszl, non è esatto che l'ordine di eseguire la rappresaglia pervenisse a Kappler il 24 marzo tramite Mälzer, ossia «per via gerarchica militare», bensì «Kappler, come capo dello SD a Roma, era già stato destinato a quel compito da Hitler stesso mediante l'ordine trasmesso la sera prima».

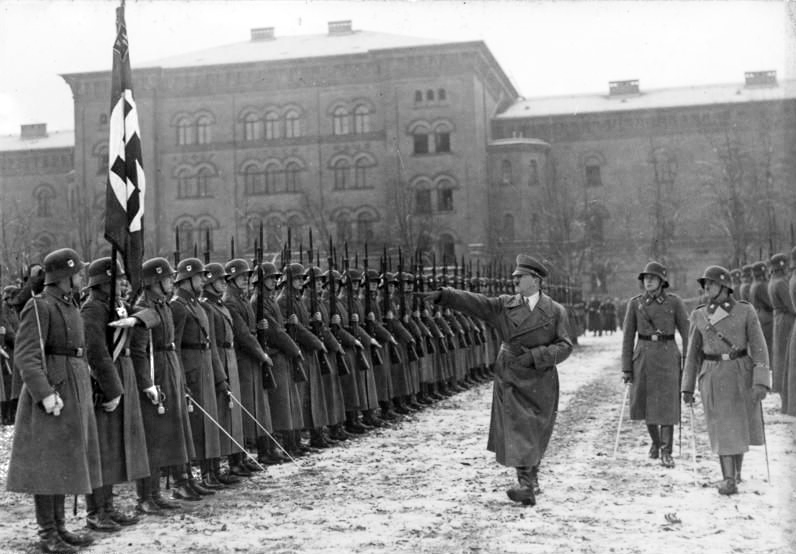
Hitler passa in rassegna la 1ª Divisione Panzer SS, dicembre 1935

Sulla scorta di tale ricostruzione, Leszl contesta l'ipotesi avanzata dalla sentenza, secondo cui Kappler avrebbe creduto di obbedire a un ordine legittimo. Per Leszl «gli ordini di Hitler [...] erano in palese contrasto con tutta una serie di princìpi e di norme (comprese quelle di diritto internazionale) che continuavano ad avere valore per lo Stato tedesco e che trovavano un riconoscimento anche presso le Forze armate. Nella misura in cui i membri delle SS avevano consapevolezza di quei princìpi e di quelle norme (quelle di diritto internazionale gli erano anche insegnate espressamente), non potevano non sapere che un ordine come quello di Hitler era in contrasto con esse». Secondo Leszl nella sentenza «si equivoca sui sensi della parola "legittimo" a proposito degli ordini di Hitler: essi sono legittimi agli occhi di Kappler stesso non perché da lui ritenuti in conformità al diritto nazionale ed internazionale ma perché rispondono alle regole che un'organizzazione come le SS, ostile ad ogni norma di diritto come ad ogni principio di umanità, ha deciso di adottare».
In riferimento a quanto viene detto dalla sentenza a proposito della decisione di Kappler di uccidere dieci prigionieri in più, Leszl scrive che la «singolarità di tutta questa argomentazione è che, nel riportare questo particolare delitto alla personalità del Kappler, per un verso lo si tratta come un nazista tipico, per un altro verso lo si tratta come uno che prende delle iniziative spregiudicate fuori dagli ordini dei suoi superiori. Ma il fatto dell'essere un nazista tipico, che nel caso dell'uccisione dei 320 aveva servito come scusante, fino al punto da mettere fortemente in dubbio la sua consapevolezza dell'illegittimità dell'ordine, ora funge da aggravante».
Concludendo, Leszl osserva che la sentenza in questione «è un documento piuttosto singolare. L'autore, finché si tratta di considerare certe questioni di ordine generale, circa il carattere criminale del massacro e così via, dà prova di un'intelligenza non mediocre accompagnata da una dottrina non disprezzabile. Quando però passa a considerare concretamente la responsabilità degli imputati, sembra perdere la bussola e finisce negli scogli di incongruenze e ambiguità che sono mascherate da una certa disinvoltura nel linguaggio impiegato. [...] Se dunque Kappler avesse messo 320 persone di fronte ad un normale plotone di esecuzione al Forte Bravetta, sarebbe stato tranquillamente assolto dal Tribunale militare di Roma».

#### Alessandro Portelli
Secondo lo storico italiano Alessandro Portelli, il tribunale che ha emesso la sentenza di primo grado è «preso in una contraddizione: è partecipe del sostrato dei valori militari e del clima politico del 1948 in cui la Germania è diventata un alleato; ma sa che un'assoluzione generale sarebbe intollerabile per la coscienza del paese. Di qui un contorto compromesso, una sentenza che afferma tutto e il contrario di tutto: la resistenza è illegittima, ma solo fino a un certo punto; in determinate circostanze la rappresaglia è ammissibile, ma non è ammissibile quella delle Fosse Ardeatine; l'ordine era illegittimo, ma Kappler poteva crederlo valido; Kappler ha creduto di eseguire un ordine legittimo, ma è andato troppo oltre [...] E alla fine concentra la colpa su un unico imputato». Dopo aver rilevato che la sentenza contro Kappler assolve gli altri imputati, e che i generali Kesselring e Mackensen, pur condannati per l'eccidio in altri processi, furono scarcerati qualche anno dopo, Portelli conclude polemicamente: «Un solo colpevole (per di più quasi in buona fede) è il modo migliore per assolvere tutti».

#### Joachim Staron
Lo storico tedesco Joachim Staron rileva che la sentenza parla di una «sproporzione enorme» fra l'attentato di via Rasella e l'eccidio delle Fosse Ardeatine, ma la stessa sentenza non determina quale avrebbe potuto essere una proporzione accettabile per una rappresaglia legittima; al riguardo Staron osserva che «per il tribunale il grado e il rango degli uccisi» alle Fosse Ardeatine «contavano più del loro numero. Una valutazione [...] che può forse trovare una spiegazione nel fatto che anche l'esercito italiano – in Montenegro, per esempio – non aveva mostrato la benché minima esitazione nell'eseguire rappresaglie in proporzione da uno a dieci, e in qualche caso perfino di uno a cinquanta».
Secondo Staron, nel «complesso si può dire che la sentenza fu tanto mite nel merito quanto apparentemente severa riguardo all'entità della pena irrogata [...] . Non si può escludere che nell'immediato dopoguerra la giustizia militare fosse ancora ben lontana dall'aver maturato la necessaria sensibilità in merito alla punibilità delle esecuzioni per rappresaglia, esecuzioni, è bene sottolinearlo, che anche l'esercito italiano aveva compiuto in Jugoslavia, in Grecia e in altri paesi. Se si considera l'andamento del processo, tuttavia, la condanna di Kappler per le "dieci esecuzioni in più" appare difficilmente comprensibile, dal momento che si erano fatti ben pochi sforzi per riuscire ad accertare se con la sua decisione Kappler era o meno andato al di là delle sue competenze. Inoltre, i giudici che nel 1998 hanno condannato Priebke all'ergastolo hanno criticamente osservato, al riguardo, che se si concedeva che Kappler poteva anche non sapere che l'ordine di passare per le armi trecentoventi persone era manifestamente illegale, allora non gli si poteva addebitare nemmeno il fatto di aver aggiunto alla lista altri dieci nominativi. [...] Sicché, stando alla logica sottesa alla sentenza, Kappler avrebbe dovuto essere assolto per mancanza di prove».

#### Paolo Pezzino
Lo storico italiano Paolo Pezzino ha scritto che «le convenzioni dell'Aia del 1899 e 1907», cui i giudici di Kappler si attennero per qualificare l'attentato di via Rasella e l'eccidio delle Ardeatine, «erano del tutto inadatte a regolamentare le prassi della guerra globale del Novecento». Già durante il settimo dei processi secondari di Norimberga (il cosiddetto "processo degli ostaggi"), osserva Pezzino, l'applicazione di tali norme aveva condotto sia ad affermare l'esistenza di un «preteso "diritto" alla rappresaglia», sia a negare ai partigiani la qualità di legittimi belligeranti. Il quadro normativo che ne emergeva implicava «garanzie soprattutto per i soldati "regolari", nessuna per i partigiani, ammesso il diritto di rappresaglia in certe circostanze».

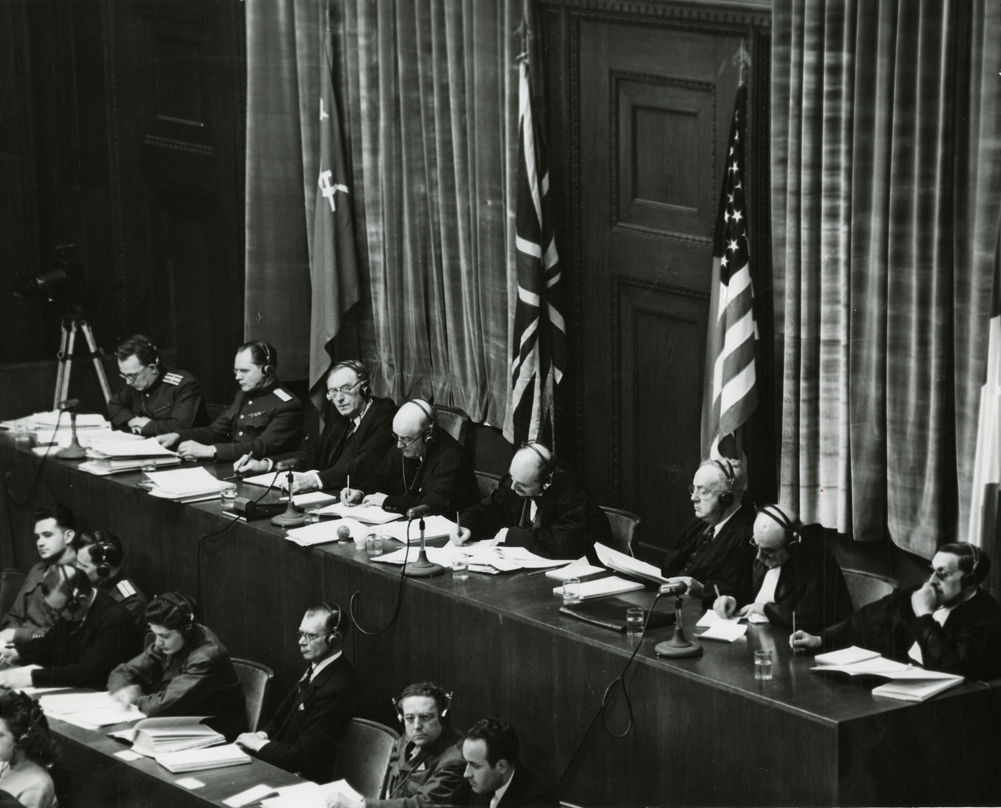
I giudici del primo processo di Norimberga, 1945

«A tale interpretazione», continua Pezzino, si attenne anche la Corte del processo Kappler. «Con queste premesse, non c'è da stupirsi che la sentenza alterni momenti di lucida analisi dei fatti e delle circostanze ed altri nei quali è percettibile l'imbarazzo dei giudici nel cercare di motivare – secondo il diritto dell'epoca – una condanna niente affatto scontata». Per Pezzino i giudici di Kappler mancarono di cogliere l'opportunità di valutare i fatti «alla luce di quella nuova categoria di "crimini contro l'umanità" che era stata abbozzata» nel corso del primo processo di Norimberga.
Secondo Pezzino, «i limiti dell'impostazione adottata si colgono soprattutto nella valutazione della posizione degli imputati»: difatti «secondo la logica della sentenza [...] la partecipazione stessa a un corpo dalla rigida disciplina come le SS poteva rappresentare un'attenuante, in quanto non avrebbe consentito di distinguere l'illegittimità di un ordine!». Pezzino osserva ancora come «nel ragionamento del collegio giudicante» la convinta adesione degli imputati all'ideologia nazista delle SS, anziché essere considerata come un elemento a loro sfavore, si traduca «in una specie di impossibilità a valutare la legittimità degli ordini [...] . Secondo questa logica, se Kappler si fosse "limitato" all'esecuzione di 320 ostaggi, anch'esso verosimilmente sarebbe stato assolto».
Pezzino conclude che «dalla sentenza esce confermata la valutazione secondo la quale, qualora un militare si attenga agli ordini – anche se illegittimi – stante la sua particolare formazione che lo predispone all'obbedienza, esso va ritenuto materialmente irresponsabile dei gesti che compie: vestire la divisa di un esercito, secondo tale logica, rappresenta una garanzia quasi assoluta di impunità giuridica».

## Il giudizio di secondo grado
Il 25 ottobre 1952 il Tribunale Supremo Militare, con propria sentenza, rigettò il ricorso presentato da Kappler contro la condanna. La nuova sentenza confermò fra l'altro la mancanza della qualifica di legittimi belligeranti (secondo il diritto internazionale) in capo ai partigiani autori dell'attentato di via Rasella:

## Vicende successive ed esecuzione della pena
Le Sezioni Unite Penali della Corte di Cassazione, con sentenza n. 26 del 19 dicembre 1953, ribadendo la sentenza del 1952 del Tribunale Supremo Militare di Roma, dichiararono inammissibile il ricorso di Kappler avverso alla sentenza, perché lo stesso Kappler fece arrivare comunicazione di rinuncia al ricorso.
Il Tribunale Supremo Militare di Roma con sentenza in data 25 ottobre 1960 respinse il ricorso presentato da Kappler affinché le quindici uccisioni in più delle Fosse Ardeatine fossero considerate reato almeno in parte "politico", al fine di poter rientrare nei termini dell'amnistia.
Dopo la sentenza di primo grado Kappler fu recluso nel carcere militare di Gaeta, ove rimase fino a quando, nel 1976, gli fu diagnosticata una grave malattia. Fu allora ricoverato all'ospedale militare del Celio a Roma, da cui evase nel 1977 in circostanze poco chiare, scampando in Germania Ovest ove morì l'anno dopo.